# Рижское лётно-техническое училище гражданской авиации
Рижское лётно-техническое училище гражданской авиации, также Рижское авиационное училище специальных служб Гражданского воздушного флота — среднее специальное учебное заведение в Риге, готовившее радиотехников для систем самолётовождения и посадки и авиационных диспетчеров для Министерства гражданской авиации СССР.

## История
Основано 6 декабря 1940 года Приказом начальника Главного управления Гражданского воздушного флота СССР № 112 как 47-я авиационная учебная эскадрилья (АУЭ) Гражданского воздушного флота (ГВФ) в Узбекском территориальном управлении в числе 70 подобных авиационно-учебных заведений ГВФ в разных городах СССР.
С лета 1942 года — 47-я авиационная учебная эскадрилья ГВФ, базировалась в г. Фрунзе (Киргизия).
12 марта 1943 года Приказом начальника Главного управления ГВФ при СНК СССР эскадрилья переименована во Фрунзенскую школу радиоспециалистов, а весной 1944 года в Авиационную радиотехническую школу (АРТШ) ГВФ.
31 августа 1945 г. Приказом начальника ГУ ГВФ № 176 в период с 6 по 23 октября Школа была перебазирована из Фрунзе в Ригу и получила название «Рижская радиотехническая школа ГВФ». Перебазировка в Латвийскую ССР высших и средних военных училищ была обусловлена тем, что они сразу могли начать работу на новом месте, поскольку:
1. были полностью укомплектованы штатными работниками, лабораторной базой, а также материально-техническим обеспечением учебного процесса;
2. приказы по передислокации для всего основного состава училища были обязательны к исполнению.

В 1947 году школа преобразована в Рижское авиационное училище специальных служб гражданского воздушного флота (РАУСС ГВФ). В 1949 году состоялся первый выпуск радиотехников со средним специальным образованием.
В 1963 году училище получило пятиэтажное общежитие, выходившее фасадом на бульвар Маяковского.
В 1964 году проектный институт «Латгипрогорстрой» закончил разработку проекта учебного городка РАУСС, который предусматривал строительство рядом со старинным зданием учебного корпуса 4 новых: общежития, клуба-столовой с большим зрительным залом на 525 мест и современно оборудованной сценой, двумя обеденными залами на 265 мест, буфетом, библиотекой на 10 000 томов и читальным залом, а также кинопроекционной, нового учебного и лабораторного корпусов. Строительство вело СУ-60 треста «Ригажилстрой», помогали строителям и сами курсанты на субботниках. Клуб-столовая был сдан в эксплуатацию в 1964 году, перед его фасадом появился небольшой сквер. Архитектором городка был В. Шнитников.
В 1968 году началось строительство стадиона для училища, на котором впоследствии тренировались его спортивные команды по футболу и хоккею. Для преподавателей училища было построено 4 многоквартирных жилых дома.
В 1971 году училищу присвоено наименование Рижское лётно-техническое училище гражданской авиации (РЛТУ ГА) и произведён первый набор курсантов для подготовки диспетчеров управления воздушным движением, по специальности «Самолётовождение». Срок обучения в училище составил 2 года 10 месяцев. Курсанты жили в казармах при училище на полном государственном обеспечении.
В 1982 году на базе РЛТУГА прошёл III Всесоюзный конкурс молодых диспетчеров воздушного движения. Первое место на нём занял выпускник РЛТУГА 1981 года Владимир Прокопьев, который по распределению работал в Приволжском управлении гражданской авиации.
В 1989 году училищу присвоен статус высшего учебного заведения и наименование Рижское высшее авиационное училище гражданской авиации (РВАУ ГА).
После восстановления государственной независимости Латвии училище преобразовано в Рижский аэронавигационный институт и продолжило выпуск специалистов по управлению воздушным движением, а также других специалистов для авиации.

## Учебная и культурно-воспитательная работа
Для обучения диспетчерской специальности училище было оснащено тремя учебными диспетчерскими пунктами, штурманскими и лётными тренажёрами. Студенты занимались на радиополигоне на рижском аэродроме «Спилве», проходили лётно-штурманскую практику на учебных лабораториях на базе трёх собственных самолётов Ан-24. Студенты осваивали технический английский язык в лингафонных кабинетах, обучаясь вести переговоры с экипажами воздушных судов.
Училище проводило всесоюзный набор курсантов (мужчин до 25 лет) через выездные приёмные комиссии в регионах страны. В РЛТУГА также были иностранные студенты: из Венгрии и с Кубы. Лица, закончившие школу или ПТУ с отличием, освобождались от вступительных экзаменов, льготы при зачислении имели отслужившие по призыву в Советской Армии и отработавшие на производстве 2 года. Абитуриенты, поступавшие на диспетчерскую специальность, проходили психологическое тестирование. В 1980-е годы, в связи с быстрым развитием авиации и ростом потребности в диспетчерах, на эту специальность без экзаменов зачислялись выпускники школ, закончившие учёбу на 4 и 5.
Училище строилось по полувоенному образцу, все курсанты ходили в форме Гражданской авиации, получали военные специальности и в конце обучения получали офицерское звание младшего лейтенанта запаса, таким образом освобождаясь от срочной службы в армии.
Курсанты вместе учились, занимались спортом на стадионе и в трёх спортивных залах (борцовском, игровом и гимнастическом), техническим творчеством и художественной самодеятельностью, проводили досуг в клубе на киносеансах, проходивших до 3 раз в неделю, вечерах отдыха по субботам и воскресеньям, творческих встречах с артистами, писателями, ветеранами войны, заслуженными авиаторами.
Ежегодно 400—600 курсантов работали в студенческих строительных отрядах: на стройках в Карелии, Тюменской области, Казахстане, Астрахани. В 1981 году их силами было освоено свыше одного миллиона рублей капитальных вложений.

## Всесоюзный набор
Зональные приёмные комиссии РЛТУГА действовали по всей стране на базе региональных управлений гражданской авиации в следующих городах: Актюбинск, Алма-Ата, Архангельск, Ашхабад, Быково Московской области, Вильнюс, Душанбе, Иркутск, Киев, Куйбышев, Красноярск, Ленинград, Магадан, Минск, Москва, Омск, Ростов-на-Дону, Свердловск, Сыктывкар, Ташкент, Тбилиси, Тюмень, Фрунзе, Хабаровск, Якутск. Таким образом, молодые люди из этих регионов могли сдать вступительные экзамены и пройти медицинскую комиссию неподалеку от места жительства, а после зачисления уже отправиться в Ригу на учёбу.

## Начальники[1]
- с лета 1942 года — командир эскадрильи Ф. И. Давыдов
- с 12 марта 1943 года — начальник Школы Я. И. Рапопорт
- 1947 — начальник училища М. И. Марков
- 1964 — начальник РАУСС Н. А. Овсиенко
- 1978 — начальник РЛТУГА Г. С. Ханхалдов, заслуженный работник транспорта Латвийской ССР[3]
- 1989 — начальник РВАУГА И. И. Кузнецов

## Известные выпускники
За время работы училище подготовило:
- Радиотехников — более 15 000;
- Авиадиспетчеров — более 12 000;
- Экономистов — менеджеров транспорта — более 4000.

Среди выпускников РАУСС ГВФ — РЛТУ ГА — много известных в аэронавигационной системе и государственном управлении руководителей:
- Гарницкий Геннадий Владимирович — заместитель Председателя комитета по использованию воздушного пространства и управлению воздушным движением при Совете министров Республики Беларусь (1992—1995);
- Заболев, Юрий Вадимович — российский государственный деятель, мэр Якутска (2007—2011);
- Коткин, Сергей Николаевич — российский государственный деятель, депутат Государственной думы;
- Михальчевский, Юрий — проректор Санкт-Петербургского университета гражданской авиации по ПП и МС[8];
- Моисеенко Игорь Николаевич, с 2012 года генеральный директор ФГУП «Государственная корпорация по организации воздушного движения в Российской Федерации»;
- Новожонов, Евгений — директор филиала «Аэронавигация Северо-Запада»[8];
- Солодов, Олег Адольфович — латвийский бизнесмен, председатель правления медиахолдинга «Baltijas Mediju Alianse»;
- Сулейманов Валерий Ринатович — заместитель генерального директора ГП «Белаэронавигация[бел.]»;
- Трошин, Анатолий Михайлович — главный редактор журнала «Гражданская авиация» (1975—2015).